# Ella Raines
Ella Raines (nascida Ella Wallace Raubes Trout, Snoqualmie Falls, Washington, 6 de agosto de 1920 – Sherman Oaks, Califórnia, 30 de maio de 1988), foi uma atriz de cinema estadunidense.

## Biografia
Estudou arte dramática na Universidade de Washington. No período entre 1944 e 1946, sobressaiu em filmes da Universal dirigidos por Robert Siodmak, e em 1947 deixou o estúdio, casando-se com o Coronel Robin Olds, da Força Aérea, um herói de guerra. Teve duas filhas: Christina e Susan.
Participou ainda de uma série de TV, “Janet Dean Registered Nurse”, afastando-se, depois, das atividades cinematográficas. Ella Raines faleceu de câncer em 1988. É uma celebridades honradas pela Câmara do Comércio de Hollywood na Calçada da Fama.

## Filmografia
- Corvette K-225 (“Corvetas em Ação”) – Dir. Richard Rosson – 1943
- Cry Havoc (“Aurora Sangrenta”) – Dir. Richard Thorpe – 1943
- Phantom Lady (“A Dama Fantasma”) – Dir. Robert Siodmak – 1944
- Hail the Conquering Hero (“Herói de Mentira”) – Dir. Preston Sturges – 1944
- Tall in the Saddle (“Adorável Inimiga”) – Dir. Edwin L. Martin – 1944
- Enter Arsène Lupin (“Arsène Lupin”) – Dir. Ford Beebe – 1944
- The Suspect (“Dúvida”) – Dir. Robert Siodmak – 1944
- The Strange Affair of Uncle Harry (“Capricho do Destino”) – Dir. Robert Siodmak – 1945
- The Runaround (“Atirou no que Viu”) – Dir. Charles Lamont – 1946
- White Tie and Tails (“Cavalheiro por uma Noite”) – Dir. Charles Barton – 1946
- Time Out of Mind (“Brumas do Passado”) – Dir. Robert Siodmak – 1947
- The Web (“Uma Aventura Arriscada”) – Dir. Michael Gordon – 1947
- Brute Force (“Brutalidade”) – Dir. Jules Dassin – 1947
- The Senator Was Indiscreet (“O Senador Indiscreto”) – Dir. G. S. Kauffman – 1948
- The Walking Hills (“7 Homens Maus”) – Dir. John Sturges
- Impact (“Impacto”) – Dir. Arthur Lubin – 1949
- A Dangerous Profession (“Capturado”) – Dir. Ted Tetzlaff – 1949
- Second Face – Dir. Jack Bernhard – 1950
- Singing Guns (“Audácia dos Fortes”) – Dir. R. G. Springsteen – 1950
- The Figgting Coast Guard (“A Hora da Decisão”) – Dir. Joseph Kane – 1951
- Ride the Man Down (“Marcados para Morrer”) – Dir. Joseph Kane – 1952
- Man in the Road – Dir. Lance Confort – 1953